# Бахматюк Олександр Петрович
Оле́кса Бахматю́к (*10 грудня 1820, Косів — †15 березня 1882, там же) — український майстер декоративного розпису на кахлях.
На Коломийській промисловій виставці 1880, де були виставлені твори Олекси Бахматюка, він отримав золоту нагороду.

## Сюжети й манера творчості
У зображенні людей Бахматюк виробив особливу манеру, певний канон. Всі вони виразно типізовані. Постаті, як правило, стоять у профіль. Жінки — чи міські, чи гуцульські — одягнені в блузи та довгі спідниці. Чоловіки в короткому (лише зображення голови змінюється: то вона оголена, то на ній циліндр, то гуцульська клепаня). Широко представлений у майстра світ флори й фауни. Тут виділяється квітка, що нагадує соняшник, — багатопелюсткова з широкою заштрихованою серединою. Є зображення звірів і птахів — олені, бики, леви та розкішні пави і півні.
Бахматюк, як і інші майстри, на кожній своїй печі неодмінно малював одно-два зображення святого Миколи в єпископських ризах, із сакральними атрибутами в руках, з німбом довкола голови. Це було дотриманням місцевих традицій, що склалися ще на початку XIX століття. Обабіч голови були по дві цифри, які означали дату виконання печі.

## Пам'ять
У Коломиї названо вулицю на честь Олекси Бахматюка.

## Публікації про митця
- Юрій Лащук. Олекса Бахматюк: видатний гончар з Косова. [Архівовано 2 березня 2021 у Wayback Machine.]
- Олекса Бахматюк. Художня кераміка. Автор-упорядник Орест Чорний. — Косів, Карпатська академія етнодизайну, 2011. — 92 с. [Архівовано 6 травня 2021 у Wayback Machine.]
- Бахметюк Олександр Петрович (Бахмицький, Бахминський) // Митці України: Енциклопедичний довідник / Упорядники: М. Г. Лабінський, В. С. Мурза. За редакцією А. В. Кудрицького. — К. : Українська енциклопедія, 1992. — С. 52. — ISBN 5-88500-042-5.
- Бахматюк Олександр Петрович // Мистецтво України: Біографічний довідник / Упорядники: А. В. Кудрицький, М. Г. Лабінський. — 2-ге вид. — К. : Українська енциклопедія, 1997. — С. 46. — ISBN 588500-042-5.
- Олекса Бахматюк: Альбом. — К.: Мистецтво, 1976.
- Івашків Г. Деякі штрихи до творчого портрета Олекси Бахматюка // Колективне та індивідуальне як чинники національної своєрідності народного мистецтва. Тези IV Гончарівських читань. — К., 1997. — С. 32.
- Івашків Г. М. Декор традиційної української кераміки XVIII — першої половини XX століття (іконографія, домінантні мотиви, художні особливості). — Рукопис.
- Цигани і Гуцульщина крізь призму розписів у кераміці.